# Lure
Lure [lyʁ] (wcześniejsza nazwa niem. Lüders lub Luders) – miejscowość i gmina we Francji, w regionie Burgundia-Franche-Comté, w departamencie Górna Saona, położona nad rzeką Ognon.
Według danych na rok 1990 gminę zamieszkiwały 8843 osoby, a gęstość zaludnienia wynosiła 364 osoby/km² (wśród 1786 gmin Franche-Comté Lure plasuje się na 13. miejscu pod względem liczby ludności, natomiast pod względem powierzchni na miejscu 73.).

## Galeria

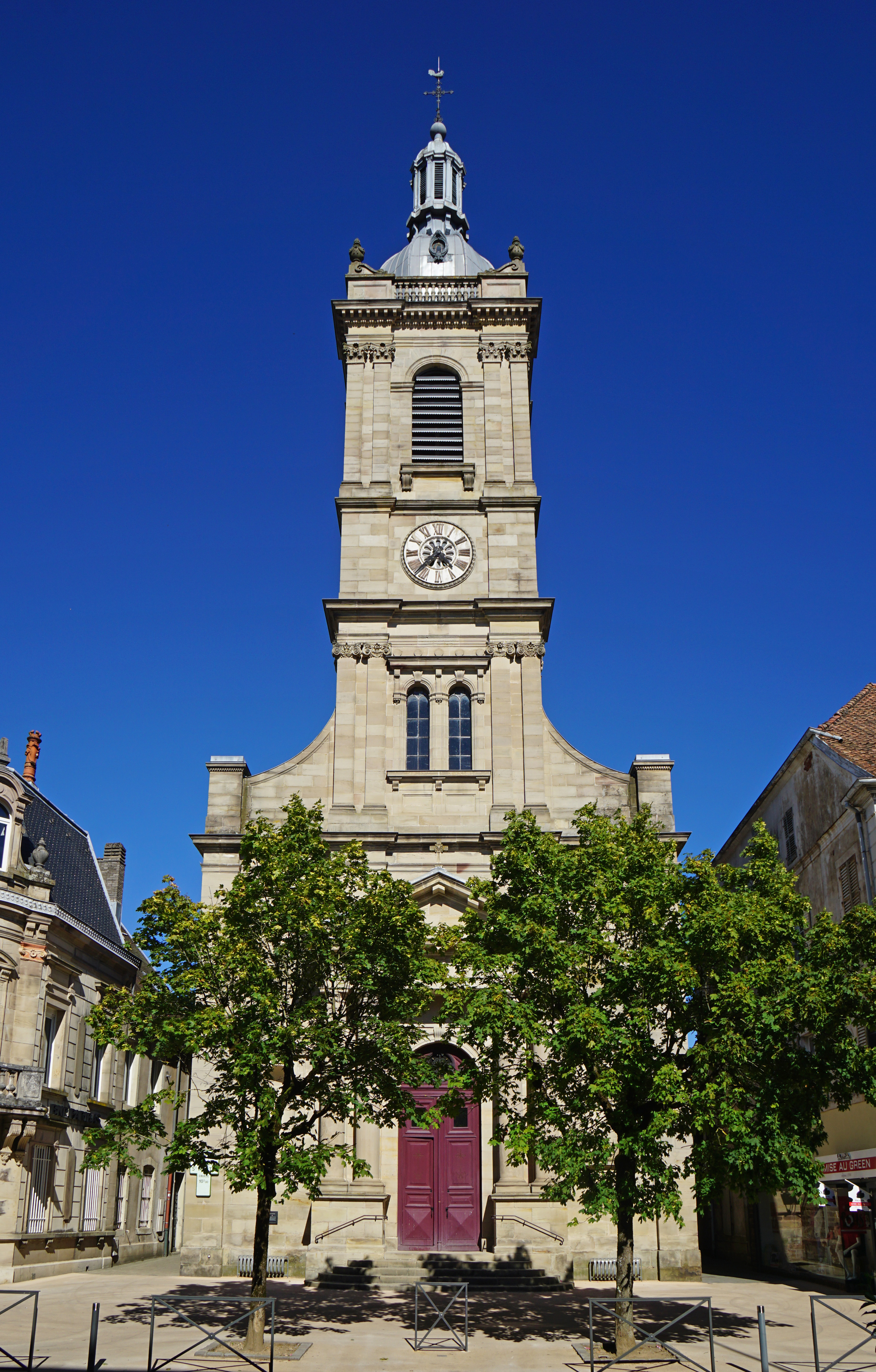
Kościół Saint Martin
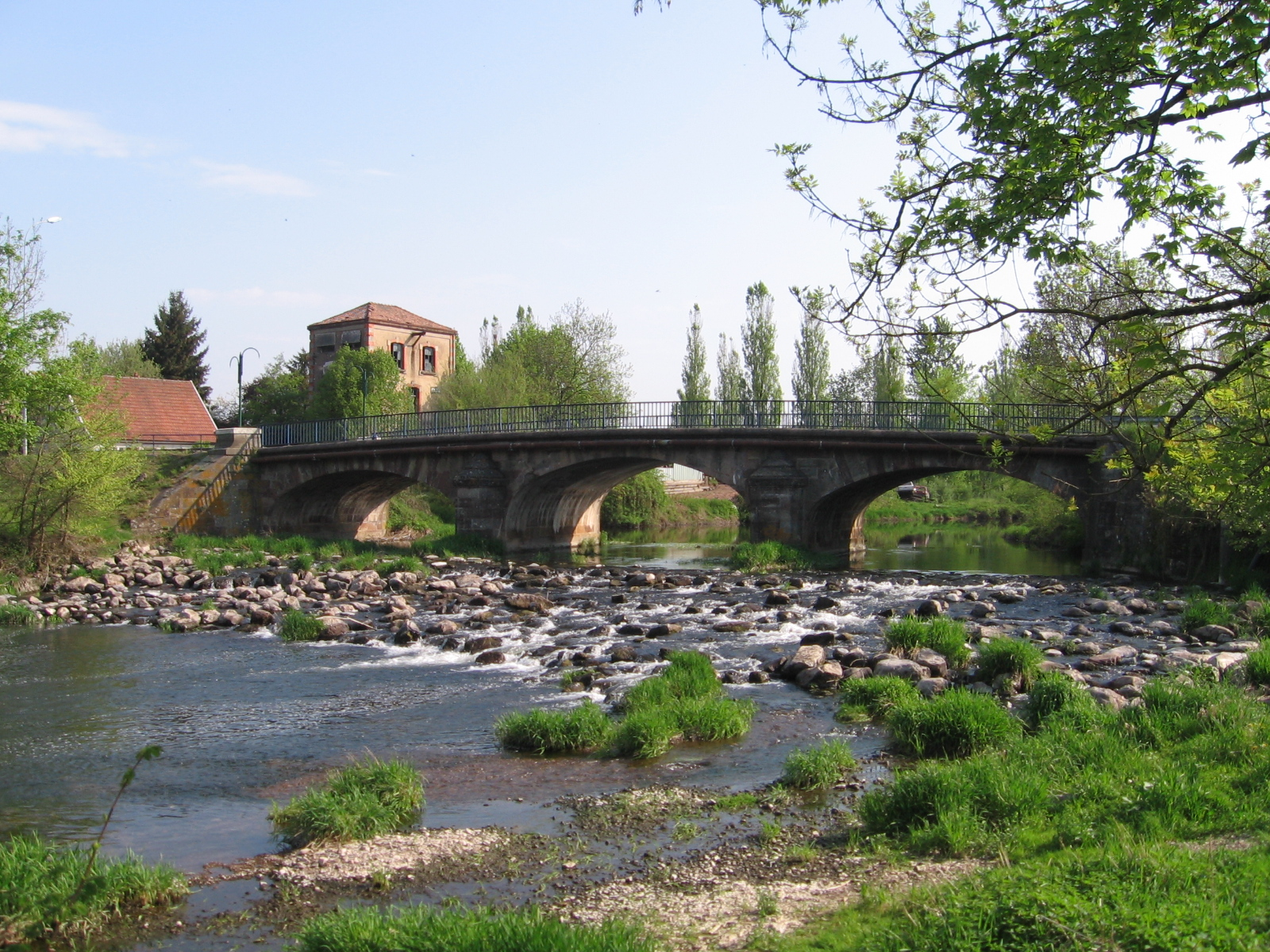
Rzeka Ognon w pobliżu Lure
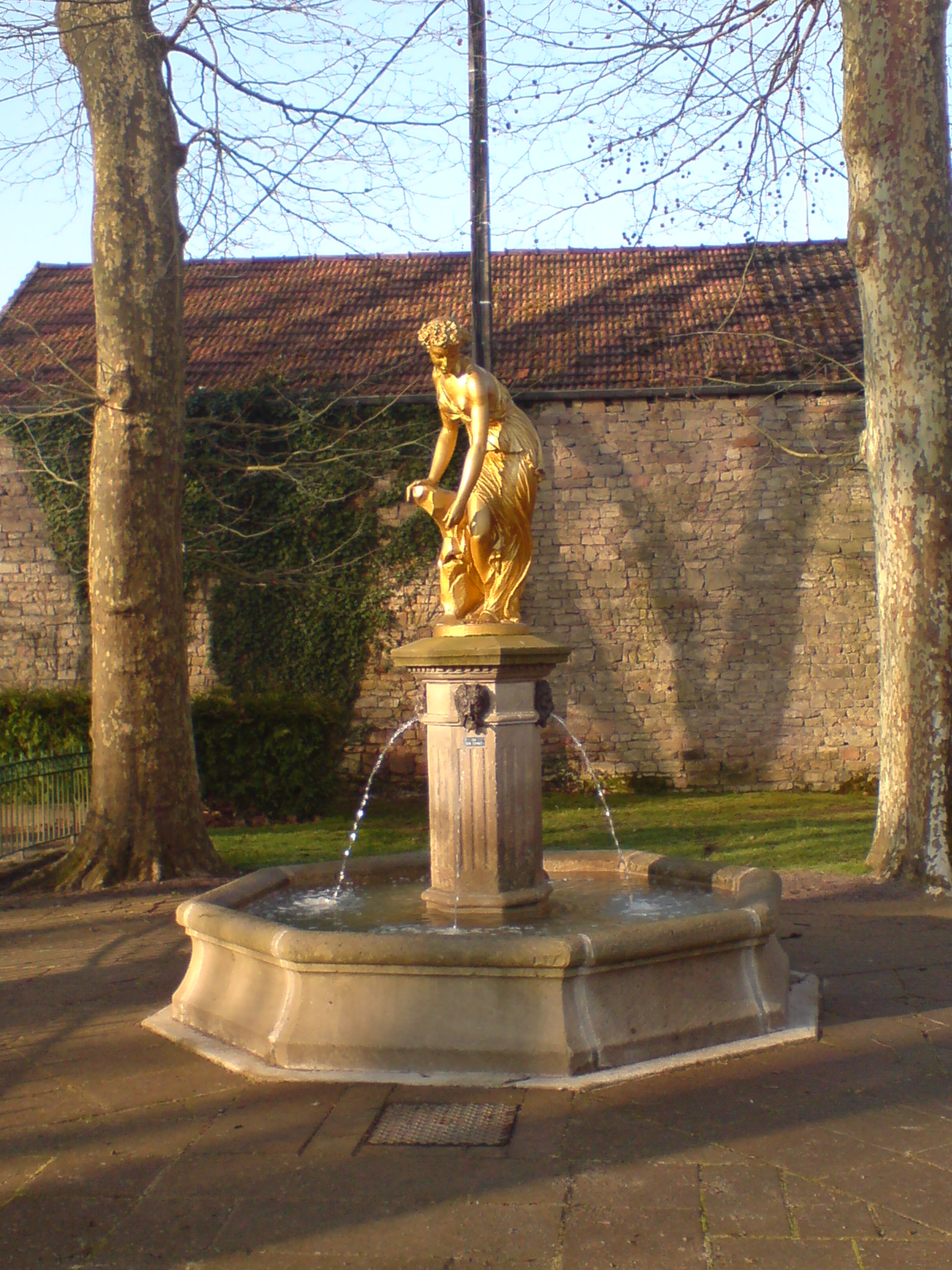
Fontanna